# Caridina longifrons
Caridina longifrons е вид десетоного от семейство Atyidae.

## Разпространение
Видът е разпространен в Индонезия (Сулавеси).